# Fiona Dolman
Fiona Dolman (født 1. januar 1970 i Findhorn, Skotland) er en britisk skuespiller.
Fiona er bedst kendt for at have medvirket i tv-serien Kriminalkommissær Barnaby, hvor hun spillede Sarah Barnaby, leder af den lokale folkeskole og John Barnabys kone.

## Tidlige liv
I en alder af 15 flyttede hun til Gibraltar. Mellem 1984 og 1986 vandt Fiona flere priser ved Women's Windsurfing Championships i Gibraltar.
Han debuterede i 1993 i tv-serien Crime Story.

## Filmografi
| - 1993 : Crime Story Tv-serier (Julie Mugford) - 1994 : Pat and Margaret tv-film (anonym rolle) - 1995 : Strike Force tv-film (Sarah Kyte) - 1997 : A Touch of Frost Tv-serier (Fiona) - 1997 : The Knock Tv-serier (Anna Ransley) - 1997–2009 : The Bill (i flere roller) - 1998 : Ultraviolet Tv-miniserie (Frances) - 1998 : Picking up the Pieces Tv-serier (Liz) - 1998 : Ruth Rendell Mysteries Tv-serier (Ella) - 1998–2001 : Små og store synder (Heartbeat) Tv-serier (Jackie) - 2003–2009 : Holby City Tv-serier (i flere roller) - 2005–2011 : Doctors Tv-serier (i flere roller) - 2006 : The Marchioness Disaster Tv-serier (sygeplejersken) | - 2006 : New Tricks Tv-serier (Kate Sutton) - 2006 : To the sea again kortfilm (Eleanor) - 2007 : Diamond Geezer Tv-serier (Mills) - 2008 : The Royal Today Tv-serier (Pamela Andrews, 48 episoder) - 1997–2009 The Bill Tv-serier (i flere roller) - 2009 : Coronation Street Tv-serier (advokat) - 2009 : Paradox Tv-miniserie (Lauren Phelps) - 2010 : Waterloo Road Tv-serier (Nichols politikvinde) - 2010 : Ways to Live Forever (Felix mor) - siden 2011 : Kriminalkommissær Barnaby (Midsomer Murders) Tv-miniserie (Sarah Barnaby) - 2013 : The Syndicate Tv-serier (Gleaves) - 2013 : Da Vinci’s Demons Tv-serier (Anna Donati) - 2016 : In the Club (Dr. Langford) |